# Juliusz Śliwak
Juliusz Piotr Śliwak (ur. 2 stycznia 1950 w Polanicy-Zdroju, zm. 20 lipca 2017 we Wrocławiu) – artysta, muzyk, fagocista, pianista-jazzman, kompozytor muzyki teatralnej i filmowej.

## Życiorys
Ukończył dwa fakultety Akademii Muzycznej we Wrocławiu: w 1972 r. na Wydziale Instrumentalnym w sekcji fagotu, a w 1977 r. na Wydziale Kompozycji Teorii i Dyrygentury. Ukończył również studium pedagogiczne na Akademii Muzycznej. Posiadał stopień nauczyciela mianowanego.
Jego działalność zawodowa przebiegała wielotorowo, co było spowodowane wielką chęcią poznania wielu aspektów działań w obszarze kultury i sprawdzenia się w tych działaniach. Zaowocowało to zdobyciem dużego doświadczenia i satysfakcji zawodowej.
W czasie studiów był współzałożycielem, pianistą, kompozytorem i aranżerem Studia Piosenki „Ad Libitum”. Z zespołem tym brał udział w Festiwalach Piosenki w Opolu – koncerty z cyklu „Kabareton” i „Premiery”, co zaowocowało pierwszą nagrodą za piosenkę oraz w Festiwalach Piosenki Studenckiej w Opolu i Festiwalach Piosenkarzy Studenckich w Krakowie. Był współzałożycielem zespołu „Zwiastuny”.
W latach 1971–1972 współpracował jako artysta-muzyk z Wrocławskim Teatrem Lalek, grając na żywo w spektaklach Gra o prawdziwej miłości i O Don Cristobalu i pięknej Belissie w reż. A. Dziedziula – z którymi to spektaklami występował w kraju i za granicą m.in. na festiwalu „Jeunesses Polonaises” w Mulhouse we Francji.
W latach 1974–1978, jeszcze podczas studiów na drugim fakultecie Wydziału Kompozycji Teorii i Dyrygentury Akademii Muzycznej – podjął pracę jako solista w orkiestrze Opery Wrocławskiej.
Umiejętności pianistyczne, znajomość muzyki klasycznej i jazzowej oraz wielka wrażliwość artystyczna w dziedzinie kompozycji i dyrygentury sprawiły, że Juliusz Śliwak był chętnie zatrudniany w wielu teatrach dramatycznych i muzycznych w kraju na stanowiskach kierownika muzycznego, dyrygenta, kompozytora i aranżera muzyki do licznych spektakli: w latach 1978–1979 w Teatrze Dramatycznym w Legnicy (m.in. Taka noc nie powtórzy się więcej – reż. Irma Czaykowska, Jaś i Małgosia – reż. K.Wróblewski, Czerwony Kapturek – reż. M. Biliżanka) oraz jako pedagog i pianista-jazzman w „Parnasiku” w Legnicy.
W 1979 r. podjął kilkuletnią działalność artystyczną w Warszawie ze stołeczną estradą: Zjednoczonym Przedsiębiorstwem Rozrywkowym i Stowarzyszeniem Muzyki Rozrywkowej, koncertując w klubach jazzowych, kabaretach, organizowanych przez ZAKR, przewodniczył też jury w konkursach jazzowych i piosenkarskich oraz współpracował jako pianista i aranżer z Orkiestrą Polskiego Radia.
W latach 1979–1980 pracował w Teatrze na Targówku w Warszawie (obecnie Teatr Rampa) jako pianista, kompozytor i dyrygent widowisk granych z big-bandem i kierownik zespołu muzycznego i pianista grający „na żywo” w spektaklach:
- Miejsce Dla Gwiazdy – na Dużej Scenie, gdzie oprócz aktorów Teatru – występowali gościnnie w charakterze „gwiazdy” inni artyści, jak m.in. Anna German.
- Dziury Na Drodze – na Małej Scenie, wg scenariusza Krzysztofa Daukszewicza, z muzyką Juliusza Śliwaka, W. Korcza i Aliny Orlickiej[1].
- Karawana – spektakl na Małej Scenie, wg scenariusza A. Górszczyka z muzyką J. Senta[1].

Z Teatrem na Targówku Juliusz Śliwak brał udział, jako pianista, w pierwszym Przeglądzie Piosenki Aktorskiej we Wrocławiu, odnosząc sukces, czyli zdobywając pierwszą nagrodę za muzykę napisaną wspólnie z Aliną Orlicką – do piosenki pt. Cyganka blondynka.
W latach 1980–1981 podjął pracę na etacie kierownika muzycznego Centralnego Zespołu Wojsk Obrony Powietrznej Kraju „Radar” w Warszawie.
W latach 1979–1981 występował jako pianista i kierownik zespołu muzycznego w cyklicznym programie Polskiego Radia „Podwieczorek Przy Mikrofonie” w Warszawie, na zmianę z J. Sentem. W tych programach i na innych koncertach występował ze znanymi aktorami i piosenkarzami m.in. W. Michnikowskim, W. Pressem, M. Czechowiczem, D. Rinn, R. Rolską, I. Kwiatkowską, Aliną Orlicką, A. Barcisiem, M. Damięckim, T. Lipowską, L. Stanisławską, B. Krafftówną i in.
Występował także jako pianista, kompozytor i kierownik muzyczny w kabarecie „Dno” granym w kawiarni MDM w Warszawie (scenariusz Jan Świąć, muz. Juliusz Śliwak).
W przerwie spowodowanej stanem wojennym i tzw. bojkotem artystów występował jedynie w obiektach sakralnych i na prywatnych zamkniętych koncertach. Następnie pracował w Ośrodku Kultury i Sztuki we Wrocławiu, prowadząc nowocześnie brzmiący jazz-rockowy zespół wokalny. We wrocławskim OKiS, jako twórca i organizator, brał udział również w następujących zdarzeniach artystycznych, takich jak:
- Festiwal Norwidowski w Jeleniej Górze,
- Plenerowa akcja artystyczna „Osiedlowa Ballada” we Wrocławiu.

W latach 1983–1987 podjął pracę kierownika muzycznego w Ośrodku Teatru Otwartego „Kalambur” we Wrocławiu, w którym wystawiono osiem premierowych spektakli z jego muzyką i siedem – z jego opracowaniem muzycznym.
W Teatrze Kalambur, oprócz administracyjnej funkcji kierownika muzycznego oraz kompozytora, występował przez kilka sezonów jako pianista grający „na żywo” w kilku spektaklach, m.in.:
- Poezja Przed Sądem – tekst: Josif Brodski, muzyka: Juliusz Śliwak;
- Próba Otwarta – tekst: A. Kusaj, muzyka różnych twórców;
- Kamień na kamieniu – tekst: W. Myśliwski, muzyka: Juliusz Śliwak;
- Okapi – muzyka: Juliusz Śliwak;
- Chrabąszcze – muzyka: Juliusz Śliwak;
- Król malowany – muzyka Juliusz Śliwak;
- Żegnaj, Kruku – tekst: Josef Topol, oprac. muzyczne: Juliusz Śliwak;
- Godzina miłości – tekst: Josef Topol, oprac. muz. Juliusz Śliwak;
- Nasz Julo Czerwony – tekst. M. Pankowski, oprac. muz.: Juliusz Śliwak;
- Wymyślanie publiczności – oprac. muz.: Juliusz Śliwak[2];
- Kwatermistrz – reż. L. Olszewski, oprac. muz, Juliusz Śliwak[3][1];
- Nudzę Się – recital aktorsko-wokalny Aliny Orlickiej inaugurujący otwarcie secesyjnej Kawiarni Pod Kalamburem – muz. W. Głuch, aranżacja i akompaniament: Juliusz Śliwak.

W latach 1984–1990 rozpoczął współpracę z Dolnośląskim Towarzystwem Muzycznym we Wrocławiu, jako artysta-pianista akompaniujący wykonawcom-solistom w koncertach organizowanych przez DTM – w tym największą ilość koncertów, bo około 100 koncertów wykonał w owym czasie z Aliną Orlicką, akompaniując tej artystce w jej wokalnych recitalach aktorskich. Dla Wrocławskiego Teatru Lalek skomponował muzykę do spektaklu O krasnoludkach i sierotce Marysi, wg M. Konopnickiej, zaś dla Studia Wokalno-Aktorskiego skomponował, zaaranżował i nagrał muzykę do słuchowiska radiowego dla dzieci i do Telewizyjnej listy przebojów dziecięcych w reż. A. Orlickiej.
Pracując w latach 1992–2003 w Dolnośląskim Towarzystwie Muzycznym we Wrocławiu, napisał na zamówienie Towarzystwa Autorski program nauczania gry na fortepianie i elektronicznych instrumentach klawiszowych. W tym też okresie regularnie brał udział w organizowanych przez DTM – licznych koncertach edukacyjnych na terenie Wrocławia i województwa dolnośląskiego.
W latach 1996–1998 współpracował jako kompozytor z Warszawskim Teatrem Pantomimy, komponując muzykę do spektaklu Urząd oraz z Wrocławskim Teatrem Pantomimy, a także z Teatrem Muzycznym – Operetką Wrocławską we Wrocławiu, komponując muzykę do spektaklu: Kiedy kota nie ma i ze Studiem Muzyczno-Baletowym przy Operze Wrocławskiej – jako kierownik muzyczny i pianista.
W latach 1995–2012 skomponował muzykę do wielu filmów pełnometrażowych i krótkometrażowych m.in.:
- Berlin, reż. Peter Schulze-Rohr, gdzie grał również na planie filmowym jako aktor – pianista;
- Europejska noc – reż. Zbigniew Kamiński, prod. Fero Film Jerzy Szebesta, film w kooprodukcji z wytwórnią w Los Angeles[4]
- Rzeką w stronę Europy- prod. Fero Film, reż. J. Szebesta;
- Z punktu widzenia żaby – prod. Film Produktion, reż. A. Wyrozębski,
- muzyka do filmów przyrodniczych, naukowych, do programów komputerowych;

Brał także udział w produkcjach różnych programów telewizyjnych TVP, TV Polsat (m.in. kierownictwo muzyczne, muzyka oraz gra na planie zdjęciowym „na żywo” na instrumentach klawiszowych – w wieloodcinkowym programie As Dama Walet). Juliusz Śliwak brał również udział w różnych festiwalach jazzowych, jako muzyk-pianista m.in. w Festiwalu Jazzowym w Eindhoven w Holandii. Przez kilkanaście lat regularnie występował z koncertami solowymi w klubach jazzowych w Holandii, Austrii, Szwajcarii, Belgii, Niemczech.
W 2007 r. rozpoczął współpracę z Dolnośląską Szkołą Wyższą we Wrocławiu jako wykładowca prowadzący zajęcia ze studentami wg własnych autorskich programów nauczania dla przedmiotów:
- Muzyka elektroniczna;
- Analiza dzieła muzycznego;
- Muzyka filmowa i teatralna.

Od lat 2012–2017 zajmował się intensywną artystyczną pracą twórczą i nagraniową:
- komponując muzykę do filmu Wodospady Iquazu w reż. W. Popkiewicza i J. Szota;
- sprawując m.in. kierownictwo i opiekę artystyczną nagrań zespołów działających pod patronatem Centrum Kultury w Jelczu-Laskowicach;
- nagrywając płytę z muzyką świąteczną na Boże Narodzenie z big bandem i solistami oraz płytę grupy hip-hopowej;
- współpracował również z firmą Dellartemusic[5] jako kompozytor, muzyk-wykonawca;
- na zamówienie TVP skomponował muzykę do filmów rysunkowych o tematyce legend wrocławskich i dolnośląskich pt. Kluskowa Brama i Kobiałka z Rozumem[6].

Brał udział w koncertach charytatywnych i pro publico bono na rzecz:
- Dolnośląskiego Związku Esperantystów;
- Klubu Muzyki i Literatury we Wrocławiu;
- Ogrodu Botanicznego Uniwersytetu Wrocławskiego – grając jako pianista w letnich koncertach poetycko – muzycznych pt. Impresje poetycko-muzyczne w reż. Aliny Orlickiej;
- Instytutu Twórców Animatorów Kultury, Historii i Literatury „Instak” i Grupy Literackiej Bohema Wrocławska;
- Hali Stulecia we Wrocławiu – prowadząc nieodpłatnie wykłady na temat muzyki jazzowej i koncertując jako solista, pianista – jazzman;
- Urzędu Miasta Wrocławia i Stowarzyszenie Brata Alberta we Wrocławiu – zorganizowany w czerwcu 2017 r. z okazji Maratonu – i był to jego ostatni występ artystyczny i koncert pianistyczny.

Juliusz Śliwak zmarł 20 lipca 2017 r. i został pochowany na cmentarzu na Psim Polu.